# Onthophagus wangnamkhieoensis
Onthophagus wangnamkhieoensis es una especie de insecto del género Onthophagus, familia Scarabaeidae, orden Coleoptera.
Fue descrita científicamente por Masumoto, Hanboonsong & Ochi en 2002.